# Disney Cinemagic
Disney Cinemagic är en filmkanal från Walt Disney Company som sänder barn- och familjefilmer främst från sitt eget filmbibliotek. Kanalen ersatte Toon Disney i en del länder och kanalen finansieras i samtliga länder av abonnemangsavgifter.

## Disney Cinemagic världen över
I dagsläget har Disney Cinemagic sändningar i nedanstående få länder.

### Frankrike
Disney Cinemagic lanserades den 4 september 2007. Då tillsammans med timeshift-versionen Disney Cinemagic +1. Senare lanserades den tredje kanalen: Disney Cinemagic HD den 30 november 2008. Kanalen finns tillgänglig hos bland annat franska CanalSat.

### Spanien
Disney Cinemagic och Disney Cinemagic +1 lanserades den 1 juli 2008. Under sommaren 2010 lanserade man också "Disney Cinemagic HD", en HD-version av SD-kanalen Kanalerna finns tillgängliga hos bland annat spanska ONO, Imagenio och R. Disney Cinemagic HD finns endast tillgänglig exklusivt hos spanska Digital +.
I december 2014 meddelades att Disney Cinemagic ska läggas ner i Spanien den 1 januari 2014, vilket har lett till protester på nätet under Twitter-taggen "#SalvarDisneyCinemagic". Disney har inte gett ett officiellt utlåtande huruvida de kommer att gå tillväga.

### Tyskland
Disney Cinemagic och Disney Cinemagic HD lanserades den 4 juli 2009. Kanalen finns tillgänglig hos bland annat tyska Sky Deutschland (tidigare Premiere) och schweiziska TeleClub.

### Latinamerika
Under hösten 2010 lanserades programblocket Disney Cinemágico hos latinamerikanska Disney Channel.
Programblocket visas varje morgon där de visar långfilmer som bland annat Kejsarens nya stil, Djungelboken 2 och Magi på Waverly Place: The Movie.

### Italien
Sedan den 3 december 2011 visar man det framgångsrika programblocket Disney Cinemagic på italienska SKY Cinema Family och HD-versionen SKY Cinema Family HD.
Programblocket visas varje veckoslut vid kvällstid.

## Nedlagda

### Portugal
Disney Cinemagic blev ersatt av Disney Junior den 1 November 2012.
Innan var Disney Junior endast ett programblock på portugisiska Disney Channel men man bestämde sig för att expandera kanalen till 24 timmar om dygnet och blev därför ersättare för Disney Cinemagic.
Disney Cinemagic lanserades den 1 oktober 2008 i Portugal och senare lanserades HD-versionen Disney Cinemagic HD i januari 2009.
Kanalen fanns tillgänglig hos bland annat portugisiska ZON, Clix och Vodafone.

### Storbritannien och Irland
Disney Cinemagic lades ner 28 mars 2013 .
Brittiska SKY som äger ett antal filmkanaler under namnet Sky Movies informerade den 8 mars 2013 att de skulle lansera en helt ny Disneykanal som kommer att kallas för Sky Movies | Disney.
Kanalen hade premiär samma dag. Konceptet för kanalen är liknande som Disney Cinemagic. Nya storfilmer som Modig till äldre klassiker som Bambi och Askungen visas. Kanalen finns som en HD-kanal, On-Demand-tjänst och vanlig SD-kanal .

### Skandinavien
Disney Cinemagic har funnits i Skandinavien i form av ett programblock på skandinaviska Disney Channel.
Programblocket hade premiär den 5 mars klockan 19.00 på skandinaviska Disney Channel med Disneyklassikern Skönheten och odjuret. Programblocket visade varje veckoslut klockan 19.00 med en klassisk tecknad Disneyfilm. Disney la av okänd anledning ner programblocket under 2014, troligtvis för att Disney Channel fick ny grafisk design.